# Estadio Corona (2009)
Pour l’article homonyme, voir Estadio Corona.
L'Estadio Corona, dont le nom provient de la marque de bière Corona, est un stade de football situé dans la ville de Torreón dans l'État de Coahuila au Mexique.
Il a une capacité de 30 000 sièges, mais avec une expansion potentielle de 38 000 sièges.
C'est le domicile du Club Santos Laguna.

## Histoire
L'Estadio Corona ouvre ses portes en 2009, deux ans après les débuts de sa reconstruction. Inauguré officiellement le 11 novembre 2009, le Santos Laguna, l'équipe qui y prend domicile, rencontre le Santos FC (victoire 2 buts à 1). Le premier but est inscrit par Matías Vuoso à la 6e minute de jeu.

## Événements
- Match amical :  Mexique 2-1  Corée du Nord, 17 mars 2010.
- Coupe du monde de football des moins de 17 ans 2011.